# لودو موریتز هارتمن
لودو موریتز هارتمن (انگلیسی: Ludo Moritz Hartmann; ۲ مارس ۱۸۶۵ – ۱۴ نوامبر ۱۹۲۴) پژوهشگر مطالعات قرون وسطا، مورخ، سیاستمدار، و استاد اهل آلمان بود.